# 廣義多項式韋格納頻譜圖
廣義多項式韋格納頻譜圖（generalized polynomial Wigner spectrogram），是一種用於時頻分析的方法，屬於信號處理的範疇。一個好的時頻分析講求在頻譜圖上要有高的解析度，並且不能有相交項(cross term)，才能得到準確的瞬時頻率，但這兩點之間常須進行取捨。韋格納分佈雖然解析度較高，但在許多情況下會有相交項，例如瞬時頻率為高階指數函數時或多組件時；在瞬時頻率為高階指數函數時多項式韋格納分佈除了能保有高解析度之外還能消除相交項，但在多組件情況下的相交項仍然存在；加伯轉換沒有相交項，但解析度較低，廣義頻譜圖雖然強化了加伯轉換的解析度，但仍比韋格納分佈來得模糊。
廣義多項式韋格納頻譜圖透過結合廣義頻譜圖與多項式韋格納分佈的優點，來達到同時高解析度與沒有相交項的目標。

## 原理

### 韋格納分佈
{\displaystyle W_{x}(t,f)=\int _{-\infty }^{\infty }x(t+\tau /2)x^{*}(t-\tau /2)e^{-j2\pi \tau \,f}d\tau }{\displaystyle =\int _{-\infty }^{\infty }X(f+\eta /2)\cdot X^{*}(f-\eta /2)e^{j2\pi t\eta }\cdot d\eta }

### 多項式韋格納分佈
在{\displaystyle x(t)=\exp(j2\pi \sum _{n=1}^{{\frac {q}{2}}+1}na_{n}t^{n})}時，
{\displaystyle PWVD_{x}(t,f)=\int _{-\infty }^{\infty }\exp(j2\pi \sum _{n=1}^{{\frac {q}{2}}+1}na_{n}t^{n-1}\tau )\ e^{-j2\pi \tau f}d\tau =\int _{-\infty }^{\infty }[\prod _{\ell =1}^{q/2}x(t+d_{\ell }\tau )x^{*}(t-d_{-\ell }\tau )]e^{-j2\pi \tau f}d\tau }
透過設定{\displaystyle d_{\ell }}使下式成立，
{\displaystyle \exp(j2\pi \sum _{n=1}^{{\frac {q}{2}}+1}na_{n}t^{n-1}\tau )=\prod _{\ell =1}^{q/2}x(t+d_{\ell }\tau )x^{*}(t-d_{-\ell }\tau )}
即可得到，
{\displaystyle PWVD_{x}(t,f)=\int _{-\infty }^{\infty }\exp(j2\pi \sum _{n=1}^{{\frac {q}{2}}+1}na_{n}t^{n-1}\tau )d\tau \cong \delta (f-\sum _{n=1}^{{\tfrac {q}{2}}+1}na_{n}t^{n-1}\tau )}
亦即{\displaystyle x(t)}的瞬時頻率。

### 加伯轉換
{\displaystyle {G_{x,{w}}}\left({t,f}\right)=\int _{-\infty }^{\infty }{w\left({t-\tau }\right)x\left(\tau \right)\,{e^{-j2\pi \,f\,\tau }}d\tau }}
亦即使用高斯函數做為短時距傅立葉轉換的窗函數。

### 廣義頻譜圖
{\displaystyle S{P_{x,{w_{1}},{w_{2}}}}(t,f)=G_{x,{w_{1}}}(t,f)G_{x,{w_{2}}}^{*}(t,f)}
其中{\displaystyle w_{1}(t),\ w_{2}(t)}為兩個不同的窗函數，
{\displaystyle {G_{x,{w_{1}}}}\left({t,f}\right)=\int _{-\infty }^{\infty }{{w_{1}}\left({t-\tau }\right)x\left(\tau \right)\,{e^{-j2\pi \,f\,\tau }}d\tau }}
{\displaystyle {G_{x,{w_{2}}}}\left({t,f}\right)=\int _{-\infty }^{\infty }{{w_{2}}\left({t-\tau }\right)x\left(\tau \right)\,{e^{-j2\pi \,f\,\tau }}d\tau }}
若{\displaystyle w_{1}(t)=w_{2}(t)}，則為一般頻譜圖。
不過根據測不準原理，較窄的窗函數，時間解析度較好，而頻率解析度較差；相反的，較寬的窗函數，頻率解析度較好，而時間解析度較差。
因此若兩個窗函數一個較窄一個較寬，加伯轉換後會得到解析度分別在時域與頻域較好的兩個頻譜圖，再透過相乘即可得到解析度在時頻兩域均好的頻譜圖。

### 廣義多項式韋格納頻譜圖
{\displaystyle C_{x}(t,f)=p\left(SP_{x}(t,f),\ |PWVD_{x}(t,f)|\right)}，其中{\displaystyle p(x,y)}可以是任何輸入兩個變數的函數。
如果在{\displaystyle \min(x,y)=0}時{\displaystyle p(x,y)=0}，即可達到去除相交項的同時保有高解析度的特性。
例如：
- {\displaystyle p(x,y)=xy}，{\displaystyle C_{x}(t,f)=SP_{x}(t,f)|PWVD_{x}(t,f)|}  由於多項式韋格納分佈會有相交項，透過相乘，相交項{\displaystyle PWVD_{x}(t,f)\neq 0}會因為{\displaystyle SP_{x}(t,f)=0}而消掉；  因為廣義頻譜圖解析度較低，在瞬時頻率附近的頻率{\displaystyle SP_{x}(t,f)\neq 0}，但對於解析度較高的多項式韋格納分佈來說{\displaystyle PWVD_{x}(t,f)\simeq 0}，因此相乘後{\displaystyle C_{x}(t,f)\simeq 0}提高解析度。  其他類似變型有：
  - {\displaystyle p(x,y)=x^{\alpha }y^{\beta }}，{\displaystyle C_{x}(t,f)=SP_{x}^{\alpha }(t,f)|PWVD_{x}^{\beta }(t,f)|}
  - 也可以加個閾，{\displaystyle C_{x}(t,f)=thr[SP_{x}^{\alpha }(t,f)]|PWVD_{x}^{\beta }(t,f)|}，  其中{\displaystyle thr(x)={\begin{cases}x-\Delta &,x>\Delta \\0&,x\leq \Delta \end{cases}}}，閾值{\displaystyle \Delta }可自行設定任意值

- {\displaystyle C_{x}(t,f)=\min\{A_{1}SP_{x}(t,f),\ A_{2}|PWVD_{x}(t,f)|\}}
- {\displaystyle C_{x}(t,f)=SP_{x}^{\alpha }(t,f)|PWVD_{x}^{\beta }(t,f)|\cdot \{[SP_{x}(t,f)>\Delta _{1}]\&[|PWVD_{x}(t,f)|>\Delta _{2}]\}}

## 優缺點比較
| 時頻分析方法                 | 時域高解析度 | 頻域高解析度 | 在瞬時頻率為高階指數函數時 避免交叉項 | 多組件時 避免交叉項 |
| ---------------------------- | ------------ | ------------ | ------------------------------------- | ------------------- |
| 短時距傅立葉轉換（窄窗函數） | Δ            | Χ            | Ο                                     | Ο                   |
| 短時距傅立葉轉換（寬窗函數） | Χ            | Δ            | Ο                                     | Ο                   |
| 廣義頻譜圖                   | Δ            | Δ            | Ο                                     | Ο                   |
| 韋格納分佈                   | Ο            | Ο            | Χ                                     | Χ                   |
| 科恩系列分佈                 | Ο            | Ο            | Δ                                     | Δ                   |
| 多項式韋格納分佈             | Ο            | Ο            | Ο                                     | Χ                   |
| 廣義多項式韋格納頻譜圖       | Ο            | Ο            | Ο                                     | Ο                   |